# ファミリアー・トゥ・ミリオンズ
『ファミリアー・トゥ・ミリオンズ』 (Familiar to Millions) は、2000年11月15日に発売されたオアシスのライブ・アルバム。

## 解説
ゲム・アーチャーとアンディ・ベル加入後、演奏に参加している初音源化作品。基本的に全て2000年7月21日にウェンブリー・スタジアムで収録されたライブであるが、「ワンダーウォール」だけはボーカルを同年3月の横浜アリーナ公演のテイクと差し替えている（当日の演奏ではきちんと歌っていない箇所が多数あったため）。
同名のビデオとDVDも発売されているが、アルバムと違いこちらはほぼ無編集のため、Wonderwallで何箇所かリアムが歌わない部分もそのまま収録されている。輸入盤では1枚にまとめたハイライト版も発売されている。ハイライト版では Fuckin' In The Bushes, Step Out, Stand By Me, Hey Hey, My My, Helter Skelter の5曲がカットされている

## 収録曲

### ディスク1
1. ファッキン・イン・ザ・ブッシーズ - Fuckin' In The Bushes
バンドの登場SE。
2. ゴー・レット・イット・アウト! - Go Let It Out
3. フー・フィールズ・ラヴ? - Who Feels Love?
4. スーパーソニック - Supersonic
5. シェイカーメイカー - Shakermaker
6. アクイース - Acquiesce
7. ステップ・アウト - Step Out
8. ガス・パニック! - Gas Panic!
9. ロール・ウィズ・イット - Roll With It
10. スタンド・バイ・ミー - Stand By Me

ほとんど演奏されることのない、3rdアルバム『ビィ・ヒア・ナウ』からの選曲である。

### ディスク2
1. ワンダーウォール - Wonderwall
当日、リアムがきちんと歌わなかったために、ボーカルが別の日のものと差し替えられている。
2. シガレッツ・アンド・アルコール - Cigarettes & Alcohol
3. ドント・ルック・バック・イン・アンガー - Don't Look Back In Anger
コーラス部分のほとんどが観客のシンガロング（合唱）である。
4. リヴ・フォーエヴァー - Live Forever
5. ヘイ・ヘイ、マイ・マイ - Hey Hey, My My
ニール・ヤングのカバー。
6. シャンペン・スーパーノヴァ - Champagne Supernova
7. ロックンロール・スター - Rock'n'Roll Star
8. ヘルター・スケルター - Helter Skelter
ビートルズのカバー。同じ年の4月16日にミルウォーキーで収録されたもの。

## パーソナル
- ノエル・ギャラガー – リード・ギター、(バッキング・)ヴォーカル
- リアム・ギャラガー – リード・ヴォーカル
- アラン・ホワイト – ドラムス
- アンディ・ベル – ベース・ギター
- ゲム・アーチャー – リズム・ギター
- ゼベン・ジェームソン – アディショナル・キーボード